# Rottumeroog

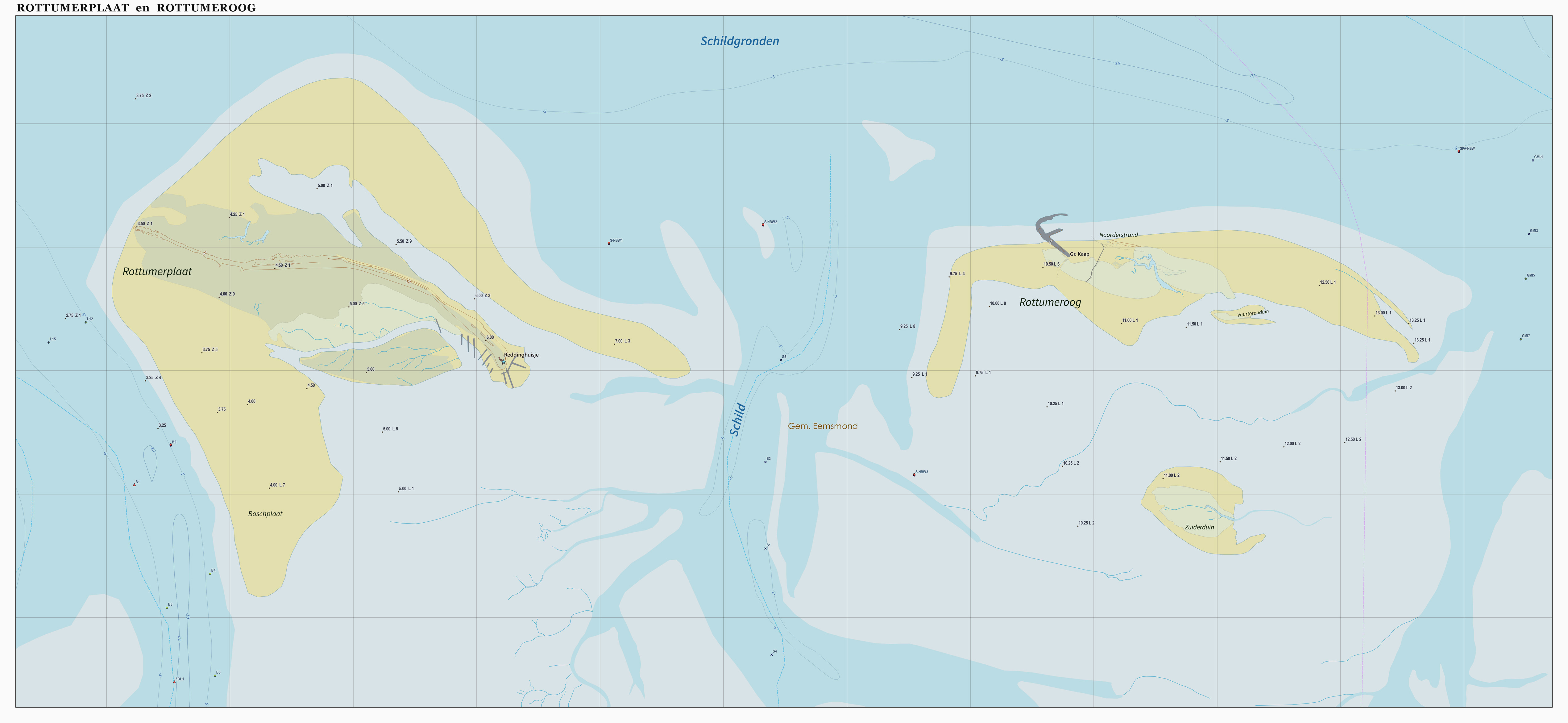
Topografische kaart van Rottumerplaat en Rottumeroog, dec. 2015

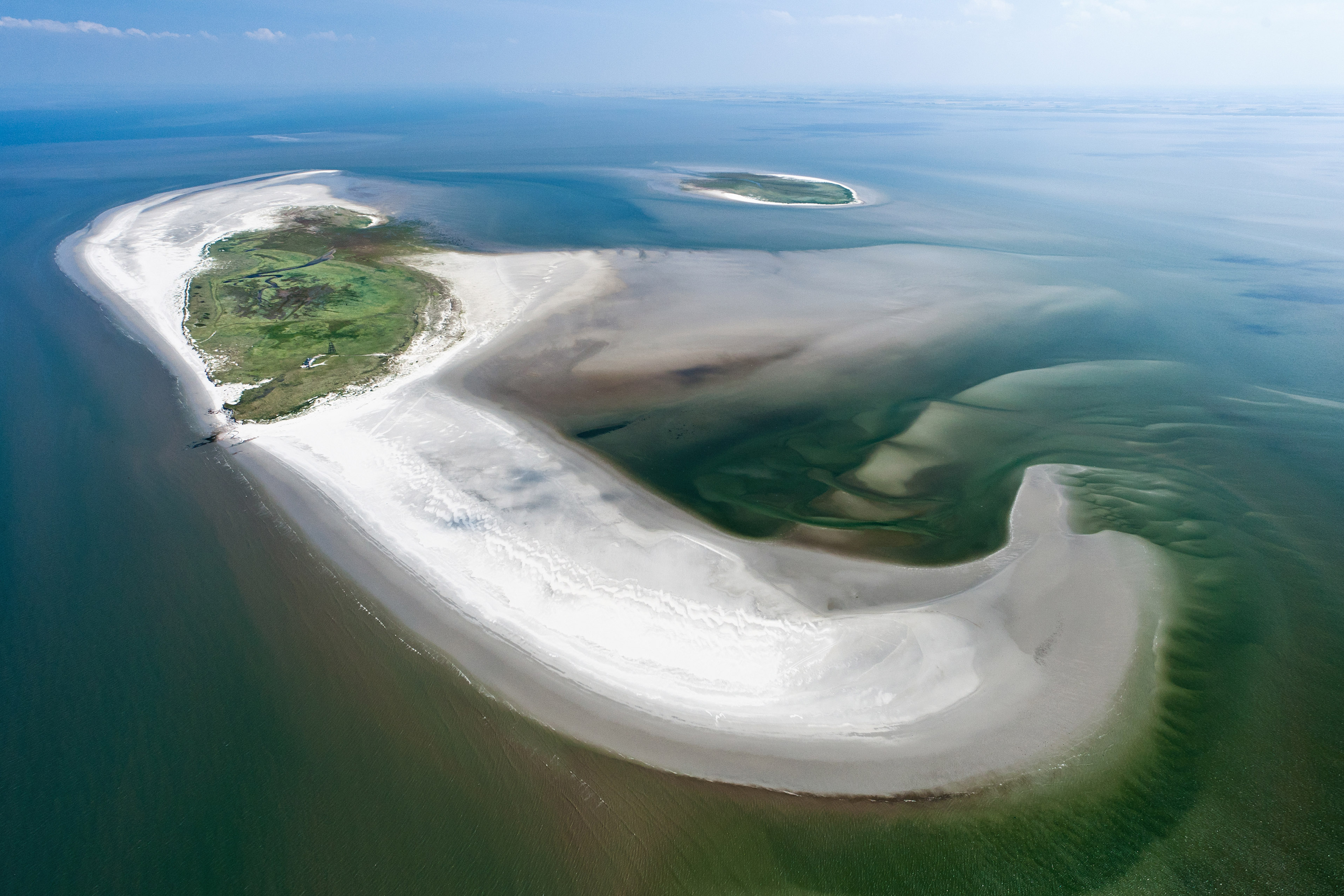
Rottumeroog in 2011

Rottumeroog of Rottum is een Nederlands waddeneiland behorende bij de provincie Groningen. Het behoort tot de gemeente Het Hogeland. Het eiland ligt in de Eemsmonding ten westen van de Westereems, de rijksgrens met Duitsland en de vaargeul naar de Eemshaven en verder.

## Beschrijving
Ten noorden grenst het eiland aan de Noordzee en ten zuiden aan de Waddenzee. Ten westen ligt Rottumerplaat en ten oosten Borkum. Het eiland is, samen met Rottumerplaat en de Zuiderduintjes (een klein resteilandje ten zuiden van Rottumeroog), beschermd natuurgebied en valt onder de strengste wettelijke bepalingen van de Natuurbeschermingswet (artikel 17). Rottumeroog en Rottumerplaat worden gezamenlijk beheerd door Rijkswaterstaat en het Ministerie van Landbouw, Natuur en Voedselkwaliteit (LNV). De beide eilanden zijn niet vrij toegankelijk en in de zomerperiode worden ze bewoond door vogelwachters. In het voor- en najaar wordt er een beperkt aantal excursies georganiseerd naar Rottumeroog.
Op het eiland staat een oude, uit 1883 stammende gietijzeren kaap, die ooit als navigatiebaken voor zeevaarders heeft dienstgedaan en eigendom is van de gemeente Het Hogeland. De in verval geraakte Emder kaap werd in 1986 erkend als rijksmonument en werd in 1989 volledig afgebroken, op de vaste wal volledig gerestaureerd, naar Rottumeroog teruggebracht en in 1990 weer opgebouwd op de oude plaats.
Op het eiland ligt het pad dat sinds 2013 de naam Marten Toonder Sr.-pad draagt, om de aanwezige gebouwen een BAG-adres te kunnen geven.

## Geschiedenis

### Middeleeuwen
De naam Rottumeroog betekent: eiland (oog) van Rottum. Het eiland Ach wordt voor het eerst genoemd in 1354. Het was toen voor het grootste deel eigendom van het Benedictijnerklooster Juliana te Rottum. De rest behoorde toe aan het Oldeklooster in de Marne. In dit jaar sloot de abt van Rottum een overeenkomst met de inwoners van Uithuizen, met wie hij strijd had gehad over het uittrekken van helmgras in de duinen, het weiden van vee en de eigendommen van verdronken zeelieden. In de 16e eeuw was twee derde eigendom van Rottum, een derde van Oldeklooster.
De geschiedenis van het eiland gaat verder terug. De kroniek van Bloemhof bericht in 1231 over het begin van een jarenlange strijd tussen de Ernerensis en Uthusensis om de verdeling van een ongenoemd eiland. De eerste partij werd aangevoerd door edellieden uit Eenrum, die zich opwierpen als leiders van Hunsingo. De tegenpartij sprak namens de bewoners van het naburige Fivelgo, maar zij stond onder leiding van Uithuizen in het Oosterambt van Hunsingo. Het conflict verhevigde toen anderen zich ermee gingen bemoeien. Men ruziede overigens niet over het bovengenoemde eiland, maar ook over de afwatering van het laag gelegen binnenland van Hunsingo via de Delthe. Na twintig jaar sloten de strijdende partijen vrede. Ze besloten dat het eiland voor driekwart eigendom zou blijven van de partijgangers van Uithuizen, terwijl de Eenrummers genoegen moesten nemen met de rest. Aangezien Rottum het machtigste klooster in de omgeving van Uithuizen was, terwijl Eenrum in de onmiddellijke invloedssfeer van Oldeklooster lag, ligt het voor de hand dat de latere verdeling van het eiland in deze periode is ontstaan. Gezien de dynamiek van het waddengebied kan het om een voorloper van Rottumeroog zijn gegaan. Rottumeroog moet ook vruchtbare kleigronden hebben gehad, gezien de sporen die in het verleden bloot werden gespoeld.
In 1438 was er sprake van een nederzetting op het eiland. Een bewapend schip uit Hamburg plunderde hier de pakhuizen van Groningse kooplieden. In 1524 liet graaf Edzard I van Oost-Friesland hier een groepje zeerovers arresteren en in Emden terechtstellen. Kaarten uit de 16e eeuw tonen twee nederzettingen, waarvan een wellicht met een kapel. In 1539 werden bovendien twee kapen op Rottumeroog geplaatst. Een zeilinstructie voor schippers uit 1544 meldt:
Item om Rotmaroge te kennen, daer staen twee capen om die wester Eemse in te zeylen ende staen opt oosteynd, ende Rotmaroghe is een heel lant an te sien ende daer staet een viercant stenen huys op dat west eynde naest ende int middel van den lande staet een olde kerc sonder vorst (nok) ende opt oost eynde vande kercke staet een stucke vanden geuel oft een cleyn toornken ware ende van dat west eynd strecket een rif af. Item Rotmaroghe is lanck anderhalf mijle.

### Nieuwe tijd
Na de reductie van 1594 kwam Rottumeroog in handen van de Staten van Stad en Lande, die het in twee delen verpachtten. Wel behield de provincie het recht van strandvond. In 1608 werd het eiland verpacht aan de invloedrijke landedelman en hoofdeling Johan Sickinghe (1576-1652) van de Warffumborg, bij wie de armlastige provincie een lening had uitstaan. Nog in 1628 benoemde hij Rene Lubberts tot voorlezer, schoolmeester en strandvonder van het eiland. In 1632 kreeg Sickinghe zijn geld en de provincie haar eiland terug. Daarna ging het met de menselijke bewoning van het eiland bergafwaarts. 
In 1643 verongelukte een fluitschip met een lading kostbaar Engelse laken ten westen van het eiland. De gestrande lading en de verdeling ervan leidde uiteindelijk tot een juridisch conflict dat jaren zou duren. Twee hoofdpersonen in het conflict waren de hoge provinciale ambtenaar en vervener Adriaan Geerts Wildervanck en de eerder genoemde Johan Sickinghe. Johan was weliswaar geen eigenaar meer van het eiland maar als redger van Warffum viel het eiland destijds onder zijn jurisdictie.
In 1659 werd het hele eiland met het daarop staande huis door de provincie wegens geldgebrek verkocht aan jonker Schotto Tamminga van Bellingeweer. In de daaropvolgende decennia wisselde het eiland verschillende malen van eigenaar. In 1675 werd het eiland opnieuw aangekocht door de eigenaren van de Warffumborg, Rudolph Sickinghe en zijn vrouw Amelia Clant van Nijenstein. Na het overlijden van Clant van Nijenstein werd het eiland in 1695 verkocht aan Louis Trip (1654-1698) en de jurist Michiel van Bolhuis (1644-1704). In 1706 verkocht Abel Eppo van Bolhuis, zoon van Michiel, het eiland voor 3000 carolusguldens door aan Donough MacCarthy, graaf van Clancarty, een excentrieke Ierse avonturier in ballingschap die er met zijn huisgenoten woonde en met schepen langs de kust tussen Groningen en Hamburg voer om op illegale wijze strandgoed te bemachtigen. Op het eiland beoefende hij de strandrijderij. De Britse regering vertrouwde het niet en verzocht in 1715 om een onderzoek in te stellen naar zijn bezigheden op het eiland. Ondanks herhaalde vermoedens van strandroof (jutten) kon men niets tegen hem inbrengen. In 1717 werden MacCarthy en zijn metgezellen door de Kerstvloed van het eiland verdreven, waarop hij een op de hallig (of 'plaats'; buitendijkse huiswierde) van Groot Zeewijk woonde. Niet voor lang overigens, want in de jaren erop wordt verschillende malen melding gemaakt van conflicten tussen MacCarthy en Zoutkamper vissers. In 1731 verkocht hij het eiland uiteindelijk aan koopman Piter Pivé uit Dokkum. Die verkocht het in 1738 aan de Staten van Groningen. De provincie besloot het eiland terug te kopen omdat het particuliere beheer tegenviel en men het eiland in stand wilde houden als bescherming tegen de golfoploop. Het kostbare beheer en onderhoud ging na ruim 140 jaar in 1876 over naar het Rijk. Er werd een 'strandwaarder' aangesteld die op het eiland woonde en de titel 'voogd' kreeg.
Doordat 't Schild, de geul tussen Rottumeroog en Rottumerplaat, zich in de loop van de tijd verplaatste, verhuisde ook het eiland steeds meer naar het oosten. Deze verplaatsing, die zich blijft voortzetten, kan geïllustreerd worden door het feit dat het eiland Rottumerplaat ongeveer op de plaats ligt waar Rottumeroog rond 1700 lag. Het oudste huis uit 1682 moest na zestig jaar worden opgegeven. De woning van de voogd is daarna vier keer verplaatst, namelijk in 1743, 1799, 1887 en 1916.
Tijdens de Tweede Wereldoorlog, toen Jan Toxopeus strandvoogd was, waren ruim 70 Duitse soldaten van de Marine Flak Abteilung gelegerd op het eiland. Zij verbleven in een daarvoor gebouwd barakkenkamp. Tijdens de oorlog spoelden er veel dode drenkelingen aan op het eiland, die vanaf 17 augustus 1940 ter aarde werden besteld op een daarvoor aangelegde begraafplaats op het noordoostelijke duin nabij het strandvoogdhuis. Uiteindelijk werden hier 27 mensen begraven. Veel drenkelingen waren omgekomen bij Operatie Dynamo en spoelden vervolgens aan op verschillende eilanden langs de Noordzeekust. In totaal werden op Rottumeroog en Rottumerplaat minstens 67 mensen begraven. Na de oorlog werden de meeste graven geruimd (onder andere 6 Fransen en 11 Britse vliegers in 1947).

### Onbewoond eiland
In 1965 verliet Jan Toxopeus het eiland. Sindsdien is het eiland onbewoond. Rijkswaterstaat bleef echter onderhoudswerkzaamheden verrichten om afslag van het eiland tegen te gaan. Dit bestond voornamelijk uit het plaatsen van rijshoutschermen en het poten van helmgras, evenals het plaatsen en onderhouden van betonnen en stenen beschermingsconstructies op kritieke punten. In de loop van de jaren 80 veranderde de visie van de overheid op het gebied. Dat resulteerde in 1991 in het besluit van Rijkswaterstaat om geen onderhoud meer aan het eiland te verrichten en het aan de natuur over te laten. Dit betekent dat de krachten van de natuur de toekomst van het eiland bepalen, wat er waarschijnlijk op neer komt dat het eiland binnen enkele decennia zal verdwijnen in de diepe geul ten oosten van het eiland. Dit vooruitzicht resulteerde in 1991 in de bezetting van het eiland door Hendrik Toxopeus, de zoon van de laatste voogd Jan Toxopeus. Door de discussies die daarna in de media hebben plaatsgevonden werd er een beheersplan voor Rottumeroog en Rottumerplaat opgesteld, waarbij alleen aan Rottumeroog nog in beperkte mate onderhoud werd verricht. Op Rottumerplaat bleven de werkzaamheden beperkt tot het opruimen van aangespoeld zwerfvuil.

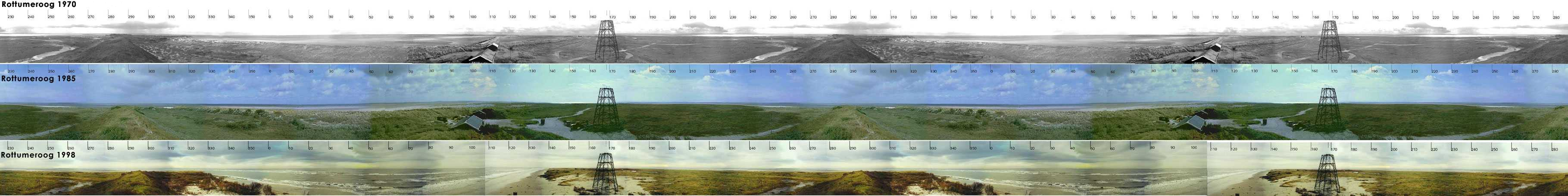
Drie boven elkaar gemonteerde panoramafoto's van Rottumeroog uit respectievelijk 1970, 1985 en 1998. Alle foto's zijn gemaakt vanuit het observatietorentje van de oude (inmiddels gesloopte) voogdswoning op Rottumeroog. Heel goed is te zien hoe de vorm van het eiland in de loop der jaren verandert. De metalen constructie is de Emder kaap.

In 1998 heeft veel duinafslag plaatsgevonden aan de noordwestzijde van het eiland. Om te voorkomen dat het huis van de laatste voogd ten prooi zou vallen aan de golven is aan het eind van het jaar het oude voogdshuis afgebroken door Rijkswaterstaat. Als vervangende behuizing is een aantal keten geplaatst. Ook de Emder kaap, een gezichtsbepalend kenmerk van het eiland, is kort daarna, in het najaar van 1999, 150 meter zuidwaarts verplaatst omdat deze door alle duinafslag vrijwel op het strand was komen te staan. Om schade aan de kwetsbare natuur te voorkomen is daarbij een omweg van zo'n twee kilometer gemaakt. Ook het vogelwachtershuis op Rottumeroog is in januari 2014 afgebroken.
Mede doordat het onderhoud, dat na de bezetting van het eiland in 1991 weer was opgestart, niets had uitgericht tegen de enorme afslag in het eind van de jaren 90, is in 2002 besloten om ook op Rottumeroog alleen nog het eiland tweemaal per jaar van aangespoeld zwerfvuil te ontdoen. Dit schoonmaken gebeurt door vrijwilligers onder leiding van een medewerker van Rijkswaterstaat.
Daarnaast worden enkele kleine geulen voor het aanlanden voorzien van prikken.
Bij het halfjaarlijkse routinebezoek aan Rottumeroog in maart 2012 ontdekten vrijwilligers dat er in de winter, vermoedelijk bij een storm, een dusdanig groot deel van de duinen was weggeslagen dat het eiland bij hoogwater uit twee delen leek te bestaan. De Stichting Vrienden van Rottumeroog en Rottumerplaat toonde zich geschrokken door de duinafslag. Staatsbosbeheer sprak echter tegen dat het eiland in twee delen was gesplitst. Bij een bezoek in augustus 2012 bleek dat de normale situatie van het duingebied weer was hersteld.
Rottumerplaat en Rottumeroog, topografie op basis van luchtfoto 2011 en 2017 resp.